# Metagonia furcata
Metagonia furcata là một loài nhện trong họ Pholcidae. Loài này được phát hiện ở Brasil.